# Penselskinn
Penselskinn (Hyphodontia gossypina) är en svampart som först beskrevs av Erast Parmasto, och fick sitt nu gällande namn av Hjortstam 1990. Hyphodontia gossypina ingår i släktet Hyphodontia och familjen Schizoporaceae.   Inga underarter finns listade i Catalogue of Life.
I den svenska databasen Dyntaxa används istället namnet Fibrodontia gossypina för samma taxon.  Arten är reproducerande i Sverige.